# رود شیلکا
 رود شیلکا رودی است به رود آمور می‌ریزد. این رود از کشور روسیه می‌گذرد. طول آن ۵۵۵ کیلومتر (۳۴۵ مایل) است.